# Список мовних екзаменів
У цьому списку міжнародних мовних іспитів перелічені стандартизовані тести, що використовуються для оцінки володіння іноземною мовою.

## Англійська
- DET - онлай тест з англійської
- ESOL — пять екзаменів англійської різної складності (Велика Британія)
- GMAT (англ. Graduate Management Admission Test) — тест перевірки знань щодо можливості навчання у бізнес-школі (США)
- GRE (англ. Graduate Record Examinations) — тест перевірки знань з англійської та математики (США)
- IELTS — тест англійської, що має два формати (Велика Британія)
- PTE General — шість тестів англійської різної складності (Велика Британія)
- STEP EIKEN — тест практичної англійської (Японія)
- TOEFL — тест англійської для академічної діяльності (США)
- TOEIC — тест англійської для міжнародного бізнесу (США)
- TSE — тест розмовної англійської
- TWE — тест письмової англійської

## Іспанська
- DELE (ісп. Diplomas de Español como Lengua Extranjera) — екзамен іспанської як іноземної мови.

## Китайська
- HSK (кит. 汉语水平考试, пін. Hànyǔ Shuǐpíng Kǎoshì) — тест на володіння стандартною китайською мовою орієнтований на іноземців («китайський IELTS»).
- TOP (англ. Test Of Proficiency-Huayu) — тайванський тест на володіння китайською.

## Корейська
- KLPT (англ. Korean Language Proficiency Test)
- TOPIK (англ. Test of Proficiency in Korean)

## Німецька
- DSD (нім. Deutsches Sprachdiplom Stufe I and II)
- DSH
- TestDaF (нім. Deutsch als Fremdsprache) — німецька як іноземна.

## Португальська
- CELPE-Bras (порт. Certificado de Proficiência em Língua Portuguesa para Estrangeiros) — бразильський сертифікат знання португальської мови.

## Російська
- ТРКИ (TORFL; рос. Тест по русскому языку как иностранному) — тест російської для іноземців.

## Французька
- TEF (фр. Test d'évaluation du français)
- TCF (фр. Test de connaissance du français)
- TFI (фр. Test de français international)
- DALF (фр. Diplôme Approfondi de Langue Française)
- DELF (фр. Diplôme d'Etudes en Langue Française)

## Японська
- Кваліфікаційний іспит на знання японської мови
- Ніхон рюгаку сікен